# Municipio de Dunn (Carolina del Norte)
El municipio de Dunn (en inglés: Dunn Township) es un municipio ubicado en el  condado de Franklin en el estado estadounidense de Carolina del Norte. En el año 2010 tenía una población de 8.402 habitantes.

## Geografía
El municipio de Dunn se encuentra ubicado en las coordenadas 35°54′51.71″N 78°15′41″O / 35.9143639, -78.26139.